# Маллинз, Эйми

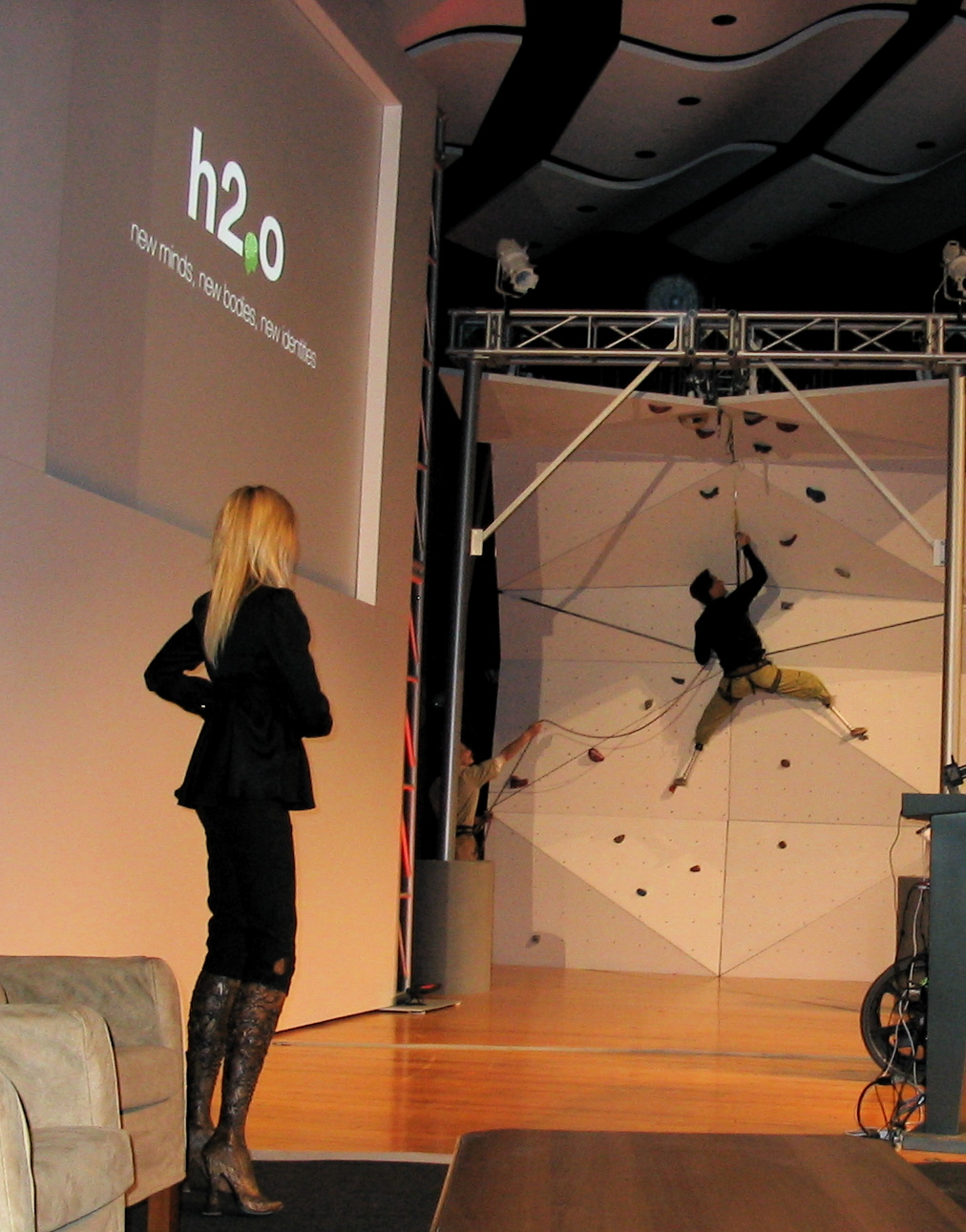
Эйми Маллинз, стоя на искусственных ногах, наблюдает за карабкающимся на стену профессиональным скалолазом без обеих ног Херр, Хью (симпозиум MIT Media Lab, 9 мая 2007)

Э́йми Ма́ллинз (англ. Aimee Mullins; род. 1976, Аллентаун, Пенсильвания) — американская актриса, модель и спортсменка, участница Паралимпийских игр 1996 года в Атланте.

## Биография
Из-за врождённой гемимелии (отсутствия малоберцовых костей) в годовалом возрасте подверглась ампутации обеих ног ниже колен.
Окончила среднюю школу Аллентаун-Парк, затем Джорджтаунский университет в Вашингтоне. Во время учёбы в университете состязалась на равных со здоровыми спортсменами из Национальной ассоциации студенческого спорта (личные рекорды в лёгкой атлетике — 15,77 секунд в забеге на дистанции 100 метров, 34,60 секунд в забеге на дистанции 200 метров и 3,5 метра в прыжках в длину). Завоевала призовое место в программе производственной практики[уточнить] Foreign Affairs, организованной Пентагоном.
Выступает в качестве оратора-мотиватора на встречах и симпозиумах организаций людей с врождёнными и приобретёнными физическими недостатками.
С 1 мая 2016 года замужем за актёром Рупертом Френдом, с которым она встречалась три года до их свадьбы.

### Модель
В 1999 году участвовала в лондонском модельном показе британского дизайнера Александра Маккуина.
Входит в число 50 красивейших людей мира по версии американского журнала People.

### Актриса
Снялась в фильме Мэтью Барни «Кремастер 3» в роли женщины-гепарда (2002), фильме Оливера Стоуна «Башни-близнецы» в роли репортёра (2006), в эпизоде «Пять поросят» британского телевизионного сериала «Пуаро Агаты Кристи» по мотивам произведений Агаты Кристи об Эркюле Пуаро и ряде других фильмов и телевизионных передач, в том числе в популярном мистическом сериале Очень странные дела в роли Терри Айвз, находящейся в апатии матери главной героини (2016—2017).

## Фильмография
- 2002 — Кремастер 3[англ.] / Cremaster 3 (Cremaster Cycle)
- 2003 — Пять поросят / Five Little Pigs
- 2006 — Чудесная[англ.]« / Marvelous
- 2006 — Башни-близнецы / World Trade Center
- 2006 — Услуга за услугу[англ.]» / Quid Pro Quo
- 2016—2017 — сериал Очень странные дела / Stranger things
- 2018 — Не в себе / Unsane